# 市来笑理
市来 笑理（いちき えみり、1984年10月6日 - ）は日本の女性モデル。青山オフィス所属。兵庫県神戸市出身。身長165cm。A型。
高校入学の年に地元神戸のモデル事務所に所属し、学業優先でヘアショーやイベントモデル、撮影会などで活動していた。
大阪芸術大学の音楽学科出身で、同大学の友人のPFF(ぴあフィルムフェスティバル)入選作品の音楽を担当していたことも。
また、在学中は音楽科の教員免許も取得している。
この頃事務所を移籍し2009年までヴィズミックモデルエージェンシーに所属しており、翌年2010年に上京。
現在は企業広告のスチールやVPで活躍中。